# Denji Kuroshima
 (septembre 2016).
Denji Kuroshima (黒島 伝治, Kuroshima Denji), 12 décembre 1898 - 17 octobre 1943, est un écrivain japonais.

## Biographie
Écrivain en grande partie autodidacte aux origines sociales modestes, Kuroshima naît à Shōdoshima dans la mer intérieure de Seto et s'installe à Tokyo pour travailler et étudier. Enrôlé dans l'armée en 1919, il est envoyé pour combattre dans la guerre contre l'URSS, menée à l'époque par le Japon et ses alliés, dont les États-Unis et la Grande-Bretagne. À son retour, Kuroshima rejoint le mouvement de la florissante littérature prolétarienne et publie ses récits dans diverses revues. Comme sa santé commence à décliner au début des années 1930, Kuroshima retourne dans son île natale où il vit avec sa femme et ses trois enfants.

## Ouvrages
Un des intellectuels antimilitaristes les plus engagés du Japon moderne, Denji Kuroshima est surtout connu pour ses histoires de Sibérie de la fin des années 1920 - les vives descriptions des souffrances subies par les soldats japonais et civils russes lors de l'invasion japonaise de l'Union soviétique nouvellement créée. Kuroshima écrit également de forts récits traitant des difficultés, des luttes et des rares triomphes des paysans japonais. Son seul long roman, Rues militarisées (1930), description brutale de l'agression militaire et économique contre la Chine, est censuré non seulement par le gouvernement impérial du Japon, mais aussi par les autorités d'occupation américaines. Ce roman passionnément anti-impérialiste est étudié en Chine.

## Style littéraire
Les récits de Kuroshima – comme ceux d'Anton Tchekhov qu'il admire – sont sans fioritures de style, simples dans la narration et attentifs aux détails. Leur contenu transmet un sentiment d'authenticité, de chagrin devant les souffrances inutiles et surtout le besoin urgent de changement. Malgré d'occasionnelles bouffées d'humour et de lyrisme, le ton est rarement joyeux et les fins heureuses sont rares : Kuroshima s'abstient d'accomplir dans la fiction ce qui est beaucoup plus difficile à atteindre dans la réalité. Dépourvues d'optimisme facile, ses histoires sont des chroniques ouvertes de violence et de résistance.
En fin de compte, Kuroshima est convaincu que seul un vaste mouvement international fondé sur la solidarité foncière des hommes a une chance de remplacer un statu quo inhumain par un monde sain d'esprit, de justice et de générosité. Pendant ce temps, face aux tragédies quotidiennes d'un monde structurellement irrationnel, les artistes radicaux partout dans le monde sont tenus de persévérer dans leur travail d'opposition. Dans son essai de 1929 Sur la littérature pacifiste, Kuroshima écrit : « Tant que le système capitaliste existe, la littérature anti-guerre prolétarienne doit également exister et lutter contre elle lui. »

## Source de la traduction
- (en) Cet article est partiellement ou en totalité issu de l’article de Wikipédia en anglais intitulé « Denji Kuroshima » (voir la liste des auteurs).